# Satyrus pardoi
Satyrus pardoi är en fjärilsart som beskrevs av Ramon Agenjo Cecilia 1961. Satyrus pardoi ingår i släktet Satyrus och familjen praktfjärilar. Inga underarter finns listade.